# Ahmed Klouche
 (mars 2019).
Si vous disposez d'ouvrages ou d'articles de référence ou si vous connaissez des sites web de qualité traitant du thème abordé ici, merci de compléter l'article en donnant les références utiles à sa vérifiabilité et en les liant à la section « Notes et références ».
 (mars 2019).
Ahmed Klouche (arabe : أحمد كلوش), est un athlète algérien, né le 9 août 1943 à la Ferme (Hay El Houria Chlef), une localité mitoyenne de la ville de Chlef, alors nommée Orléansville, et mort le 16 mars 1961 dans la même localité.
Peu avant sa mort, en mars 1961, il remporte le championnat de France junior de cross country.